# Tassadar
Tassadar è uno dei personaggi della serie di videogiochi ambientati nell'universo di StarCraft. È un alto templare che ricopre la carica di esecutore nella milizia Khalai, nonché uno degli esponenti principali della razza Protoss. È doppiato in inglese da Michael Gough in Brood War, e da Michael Dorn in tutti e tre gli episodi di StarCraft II, mentre nella versione italiana di quest'ultimo è doppiato da Alessandro Maria D'Errico.

## Biografia
Descritto come un personaggio affascinato, ma allo stesso tempo diffidente, dalla figura del templare oscuro, Tassadar è il comandante della flotta che per prima ha contatti con la razza Terran, e ne distrugge la colonia presente su Chau Sara per contenere l'infestazione degli Zerg. Tuttavia, successivamente l'esecutore ignora i propri ordini di distruggere pianeti senza preoccuparsi minimamente dei terrestri, e decide di affrontare gli Zerg con metodi alternativi. Dopo aver rintracciato gli Zerg nel loro pianeta natale Char, incontra il templare oscuro Zeratul e Jim Raynor, con i quali forgia un'alleanza ed impara ad utilizzare efficacemente i suoi poteri psionici, affiancandoli con le abilità dei templari oscuri.
Il governo Khalai vede l'unione tra Tassadar e i templari oscuri come una forma di tradimento, ed un pericolo nei confronti dei Protoss addirittura più grande dell'invasione Zerg sul loro pianeta natio Aiur; vengono mandati ad arrestarlo il giudice Aldaris ed il giovane esecutore Artanis. Ciononostante, quest'ultimo, accompagnato dal nobile guerriero Fenix, si schiera dalla parte di Tassadar dando inizio ad una violenta guerra civile tra i seguaci del ricercato leader ed il Conclave Protoss. La guerra civile ha fine solamente quando Tassadar riesce a dimostrare l'efficacia del templare oscuro contro gli Zerg. Assieme a Raynor, Zeratul e Fenix, Tassadar riesce ad indebolire le difese Zerg su Aiur ed a raggiungere l'Unica Mente. Dopo una lunga battaglia, l'Unica Mente viene danneggiata fisicamente, ma dopo la caduta del guscio esterno appare evidente che i danni infertile sono solo meramente superficiali. Qui Tassadar prende la sua eroica decisione: come alto templare ha piena padronanza dei poteri del Khala, mentre come allievo di Zeratul ha guadagnato sufficiente padronanza dei poteri del vuoto per poterli maneggiare con disinvoltura. Utilizzando il corpo della nave Ganthritor come un gigantesco accumulatore, intende dar vita a una possente attacco psionico composto da entrambe le energie del Khala e del vuoto col fine ultimo di liberarle a piena potenza contro l'Unica Mente. L'attacco è efficace e la combinazione di entrambe le energie dei Protoss uccide l'Unica Mente. Come Adun prima di lui, anche Tassadar si consuma bruciando come il nucleo di una stella.
Nelle vicende di StarCraft II: Wings of Liberty, Tassadar è creduto definitivamente morto dalla razza Protoss ed è considerato una figura leggendaria tra di essi. Tuttavia, quando Zeratul ispeziona i resti dell'Unica Mente per chiarire il futuro del Settore Koprulu, Tassadar appare sotto forma di spirito e gli mostra una visione nella quale la razza Protoss viene sopraffatta in un ultimo tentativo di resistenza nei confronti degli ibridi e dello Sciame zerg. Ricomparirà di nuovo in Legacy of the Void a Zeratul dandogli un avvertimento: la stele ancestrale sarà la loro salvezza contro Amon, lo xel'naga rinnegato. Quando le forze terran, zerg e protoss andranno nel Vuoto per permettere a Kerrigan di sconfiggere Amon una volta per tutte, Tassadar li guiderà di nuovo venendo liberato dal suo carceriere: lo xel'naga al servizio di Amon Duran. Quando finalmente si presenterà davanti ad Artanis, Jim Raynor e Kerrigan, si scopre che si trattava di un'estensione psichica di Ouros, l'ultimo xel'naga, che grazie alla forma di Tassadar li ha guidati come aveva fatto con Zeratul.

## Altre apparizioni
Tassadar appare come personaggio selezionabile in Heroes of the Storm e Legacy of the Void

## Curiosità
A Tassadar è stato riservato dai Protoss il saluto e grido di battaglia "En taro Tassadar" in onore delle  sue imprese, come ad Adun (En taro Adun) ed in seguito anche a Zeratul ed Artanis (En taro Zeratul ed En taro Artanis), onore riservato solo ai grandi condottieri ed eroi della  civiltà Protoss.